# Анжус Феррейра, Мануэл Франсиску дус
Мануэл Франсиску дус А́нжус Ферре́йра (порт. Manuel Francisco dos Anjos Ferreira; 1784, Коруата — 1840, Кашиас) — один из руководителей восстания «Балаяда» в бразильском штате Мараньян (1838—1841), по профессии плетельщик корзин (отсюда его прозвище «Балаю» — Balaio; в переводе с португальского порт. balaio — корзина). С захватом восставшими города Кашиас (1839) — глава Военного совета, основной политической и военной организации повстанцев.
Не ясно, что заставило его взяться за оружие: по одним сведениям — месть солдату, изнасиловавшему его дочь; по другим — попытка предотвратить принудительную вербовку сыновей. В любом случае, многие мелкие земледельцы, крестьяне, скотоводы, сельские ремесленники и чернокожие рабы восстали против гнёта властей и консервативной элиты помещиков и армейской верхушки Бразильской империи, и их восстание получило название в честь его предводителя.
Когда Анжус Феррейра погиб в бою с отправленными правительством карательными силами, руководство движением взял на себя Косми Бенту, бывший раб и вождь большого киломбу — поселения беглых рабов. Численность повстанцев падала, и последние очаги сопротивления были подавлены к 1841 году.